# راؤول براتا
راؤول براتا (بالبرتغالية: Raul Prata‏) هو لاعب كرة قدم برازيلي في مركز الدفاع، ولد في 14 يوليو 1987 في بيراسيكابا في البرازيل. لعب مع Americano Futebol Clube (MA) ‏.

## وصلات خارجية
- راؤول براتا على موقع Soccerway.com (الإنجليزية)